# قلعه قدیمی زنگبار
قلعه قدیمی زنگبار (سواحلی: Boma la Kale la Zanzibar) یا دژ عربی که به نام‌های دیگر نیز شناخته می‌شود، قلعه‌ای است که در شهر سنگی، پایتخت زنگبار واقع شده است. این قلعه قدیمی‌ترین ساختمان و یکی از جاذبه‌های گردشگری شهر سنگی است. این بنا در ساحل اصلی، در مجاورت یکی دیگر از بناهای به یاد ماندنی شهر، خانه عجایب (کاخ سابق سلطان زنگبار) و درست مقابل باغ فرودانی واقع شده است.

## تاریخچه
این بنا در سال ۱۶۹۹ و پس از اخراج پرتغالی‌ها، توسط اعراب عمانی ساخته شده است. این قلعه در قرن نوزدهم به عنوان پادگان و زندان و همچنین در سال‌های ۱۹۲۸–۱۹۰۵ به عنوان پایانه راه‌آهن زنگبار مورد استفاده قرار می‌گرفت. بعدها یک برج نگهبانی جدید در سال ۱۹۴۷ ساخته شد و همچنین در دهه ۱۹۹۰ یک باشگاه بانوان و یک سالن آمفی تئاتر به آن اضافه شد و اکنون مقر جشنواره بین‌المللی فیلم زنگبار است.
این قلعه در واقع مربعی از دیوارهای بلند و قهوه‌ای رنگ است که از حیاط داخلی محافظت می‌کند. در حیاط این قلعه بقایای ساختمان‌های قبلی از جمله یک کلیسای پرتغالی و استحکامات عمانی دیگر نیز کماکان وجود دارد.

## گردشگری

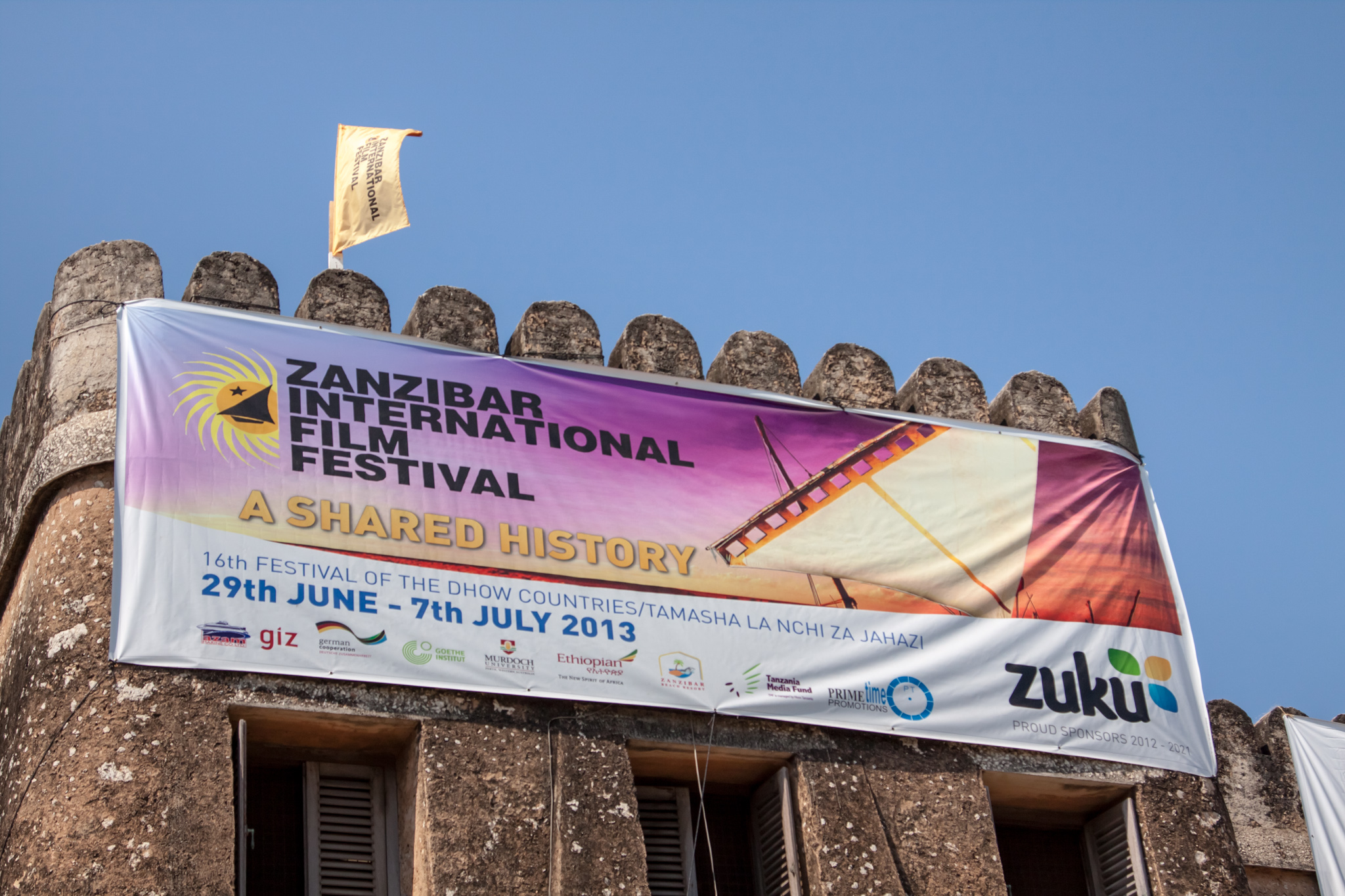
ZIFF در قلعه برگزار می‌شود

قلعه قدیمی یکی از جاذبه‌های گردشگری در شهر سنگی است، و حیاط آن برای خدمت به عنوان یک مرکز فرهنگی با مغازه‌های جالب توجه که کالاهای توریستی مانند نقاشی‌های زیبا و گوناگون می‌فروشند، به شکلی مناسب ارائه شده است. این قلعه همچنین دارای یک آمفی تئاتر در فضای باز است که بیشتر بعد از ظهرها در آن نمایش‌های رقص و موسیقی زنده برگزار می‌شود، یک رستوران و یک میز اطلاعات توریستی. همچنین این مکان اصلی برای رویدادهای بزرگ مانند جشنواره بین‌المللی فیلم زنگبار استفاده می‌شود.